# Кубок Неру
Междунаро́дный футбо́льный турни́р «Ку́бок Не́ру» (англ. ONGC Nehru Cup (International Football Tournament)) — ежегодное соревнование для национальных сборных по футболу, организуемое Всеиндийской футбольной федерацией.

## История
Кубок получил своё название в честь индийского политика Джавахарлала Неру. Первый розыгрыш был проведён в 1982 году, первым победителем стала сборная Уругвая. В 1990 году, а также в 1998—2006 годах турнир не проводился. В 1997 году его последним обладателем стала сборная Ирака.

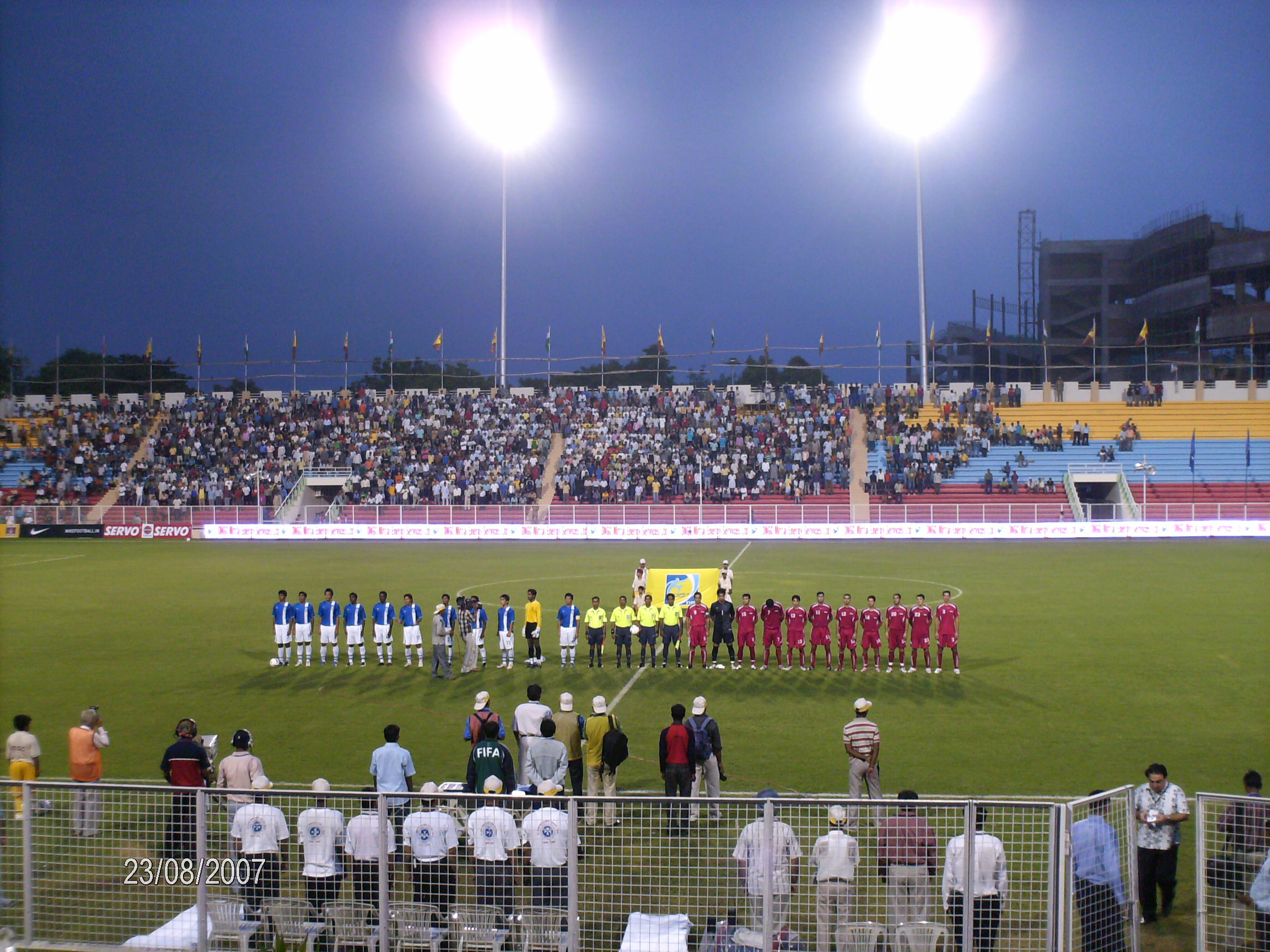
Сборные Сирии и Индии перед финалом 2007 года

В 1985 году в турнире принимала участие первая сборная СССР и одержала в нём победу. В дальнейшем вплоть до 1991 года советская команда участвовала в играх турнира, но далеко не основным, а то и молодёжным составом. В итоге Советский Союз побеждал в турнире чаще всех — 4 раза. В 1995 году до финала турнира дошёл санкт-петербургский «Зенит», выступавший под флагом сборной клубов России.
Из-за неоднородного состава участников в конце 1980-х — начале 1990-х (многие сборные играли неофициальными и юношескими составами) многие матчи турнира не входят в реестр международных товарищеских матчей ФИФА.
После 1997 года турнир прекратил своё существование из-за отсутствия спонсора а также по ряду других причин. В 2007 году после девятилетнего перерыва приз был разыгран вновь, большую роль в его восстановлении сыграл тренер индийской национальной сборной Боб Хафтон. Оригинальный трофей, оставшийся у команды Ирака, возвратить не удалось, и был изготовлен новый приз. Генеральным спонсором возрождённого турнира стала индийская нефтегазовая корпорация ONGC, чьё имя было также включено в название турнира. Игры Кубка Неру—2007 состоялись 17—29 августа 2007 года, в них приняли участие сборные команды Сирии, Кыргызстана, Индии, Камбоджи и Бангладеш. Впервые в истории турнира победу одержала сборная Индии, обыграв более сильную команду Сирии.

## Финальные матчи
| Год  | Место проведения        | Финал                 | Финал            | Финал                   |
| Год  | Место проведения        | Победитель            | Счёт             | Финалист                |
| ---- | ----------------------- | --------------------- | ---------------- | ----------------------- |
| 1982 | Калькутта, Индия        | Уругвай               | 2 — 0            | Китай                   |
| 1983 | Кочин, Индия            | Венгрия (олимпийская) | 2 — 1            | Китай (до 19)           |
| 1984 | Калькутта, Индия        | Польша                | 1 — 0            | Китай                   |
| 1985 | Кочин, Индия            | СССР                  | 2 — 1            | Югославия               |
| 1986 | Калькутта, Индия        | СССР XI               | 1 — 0            | Китай                   |
| 1987 | Кожикоде, Индия         | СССР XI               | 2 — 0            | Болгария (олимпийская)  |
| 1988 | Силигури, Индия         | СССР (олимпийская)    | 2 — 0            | Польша (олимпийская)    |
| 1989 | Маргао, Индия           | Венгрия XI            | 2 — 1            | СССР XI                 |
| 1991 | Тируванантапурам, Индия | Румыния В             | 3 — 1            | Венгрия                 |
| 1993 | Мадрас, Индия           | КНДР                  | 2 — 0            | Румыния В               |
| 1995 | Калькутта, Индия        | Ирак                  | 1 — 0            | Россия (сборная клубов) |
| 1997 | Кочин, Индия            | Ирак                  | 3 — 1            | Узбекистан (молодёжная) |
| 2007 | Нью-Дели, Индия         | Индия                 | 1 — 0            | Сирия                   |
| 2009 | Нью-Дели, Индия         | Индия                 | 1 — 1 5 — 4 пен. | Сирия                   |

## Общая статистика
| Кол-во побед | Сборная | Год                    |
| ------------ | ------- | ---------------------- |
| 4            | СССР    | 1985, 1986, 1987, 1988 |
| 2            | Венгрия | 1983, 1989             |
| 2            | Индия   | 2007, 2009             |
| 2            | Ирак    | 1995, 1997             |
| 1            | Уругвай | 1982                   |
| 1            | Польша  | 1984                   |
| 1            | Румыния | 1991                   |
| 1            | КНДР    | 1993                   |